# International Documentary Association
L’International Documentary Association (IDA) est une association de critiques de cinéma chargée de promouvoir les films documentaires.
Elle remet chaque année les International Documentary Association Awards souvent appelés IDA Awards ou IDA Documentary Awards depuis 1982.

## Catégories de récompense
- Meilleur film
- Meilleur court métrage
- Meilleure série limitée
- Meilleure série continue
- Pare Lorentz Award
- David L. Wolper Student Documentary Award
- Humanitas Documentary Award
- ABC News Videosource Award
- Meilleur scénario
- Meilleure photographie
- Meilleur montage
- Meilleure musique
- Career Achievement Award
- IDA Amicus Award
- Courage Under Fire Award
- Jacqueline Donnet Emerging Documentary Filmmaker Award